# Cirrochroa nicobarica
Cirrochroa nicobarica är en fjärilsart som beskrevs av Wood-mason och De Nicéville 1881. Cirrochroa nicobarica ingår i släktet Cirrochroa och familjen praktfjärilar. Inga underarter finns listade i Catalogue of Life.